# Slavonie
Slavonie je historická země ležící mezi řekami Drávou, Sávou a Dunajem, rozdělená v současnosti mezi Chorvatsko a Srbsko. Je označována jako obilnice Chorvatska.

## Popis území

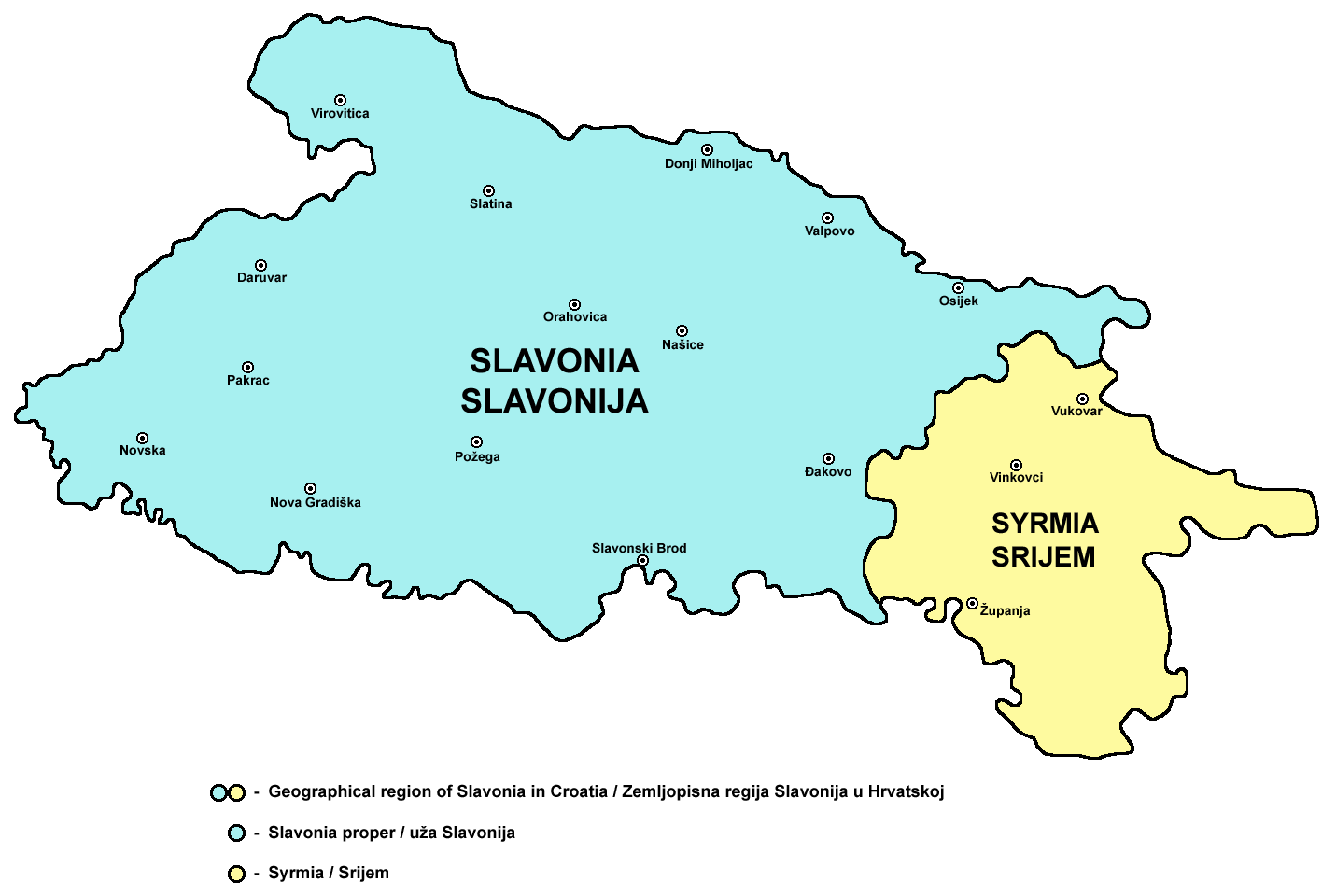
Slavonie (včetně Srijemu)

Slavonie se táhne od řeky Ilovy v Chorvatsku až k soutoku Sávy a Dunaje na území srbského hlavního města Bělehradu; jedná se o pruh území, jehož jižní hranici vymezuje řeka Sáva, severní a východní hranici řeky Dráva a Dunaj, západní hranice je pak částečně vymezena řekou Ilovou. Slavonie je nížinné území; zasahuje sem Velká uherská nížina a je tedy velmi úrodné a vhodné pro zemědělství. V chorvatské části je největším městem i centrem stotisícový Osijek, do srbské části pak zasahují okrajové čtvrti velkoměst Nového Sadu a Bělehradu. Podél řeky Sávy vede jak hlavní mezinárodní dálniční tah, tak i hlavní železniční trať mezi Záhřebem a Bělehradem.

## Územní rozdělení Slavonie

### Chorvatská část
- Bjelovarsko-bilogorská župa (malá část župy s městem Daruvar jihovýchodně od řeky Ilovy)
- Brodsko-posávská župa (celá župa)
- Osijecko-baranjská župa (část župy jižně od řeky Drávy)
- Požežsko-slavonská župa (celá župa)
- Sisacko-moslavinská župa (východní část župy ohraničená řekami Pakra a Sáva s městem Novska a opčinami Jasenovac a Lipovljani)
- Viroviticko-podrávská župa (téměř celá župa, ale bez okolí opčiny Pitomača a vesnice Jasenaš v opčině města Virovitica, která je již v užším Chorvatsku)
- Vukovarsko-sremská župa (celá župa)

### Srbská část
- ve Vojvodině:
  - Sremský okruh (území mezi Dunajem a Sávou)
  - Jihobačský okruh (území jižně od Dunaje)

- ve vlastním Srbsku:
  - Město Bělehrad (Bělehradské městské části Zemun, Nový Bělehrad a Surčin)

## Historický vývoj

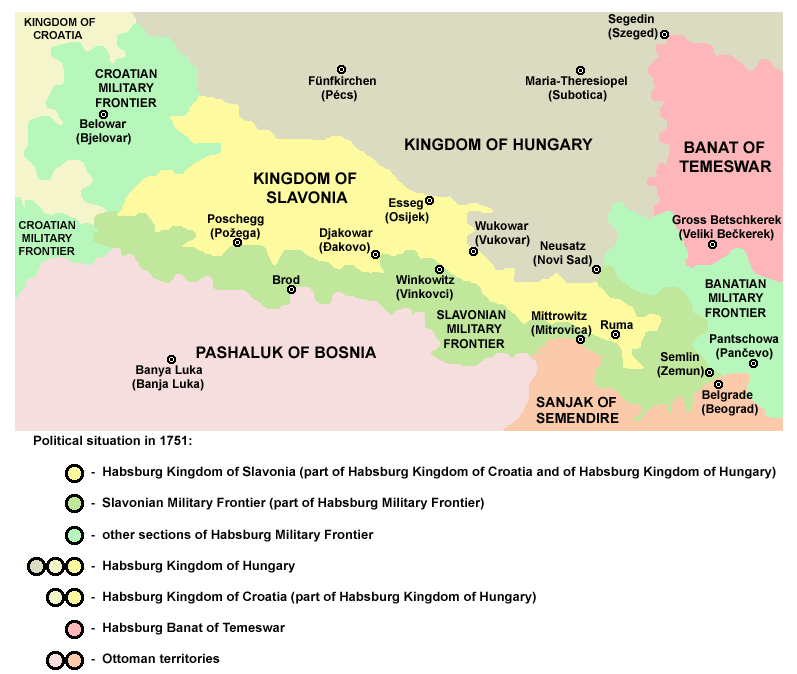
Slavonie roku 1751

V Římské říši byla dnešní Slavonie začleněna jako součást provincie Panonie. Po stěhování národů ji osídlili Avaři a později ještě Chorvati. Území bylo ale roku 1102 začleněno do Uherského království. 
Po bitvě u Moháče Osmané rozšířili své državy ve Slavonii, když roku 1536 obsadili Đakovo a v roce 1537 Požegu. V září 1537 porazili habsburskou armádu vedenou Johannem Katzianerem, který se pokoušel Slavonii znovu dobýt, v bitvě u Gorjani.
V 16. století se jí zmocnili Turci, stejně jako většinu Uherska. V průběhu válek mezi Rakouskem a Osmanskou říší se jižní části Slavonie staly součástí Vojenské hranice, zatímco severní část tvořila v rámci Uherské Koruny samostatnou zemi Království Slavonie. Roku 1745 byla tato část Slavonie po zdejších selských bouřích spojena s Chorvatským královstvím jako Chorvatsko-slavonské království, nicméně však byla od Chorvatského království izolována územím kolem Bjelovaru, které rovněž náleželo k vojenské hranici. Slavonie se v té době skládala ze 3 žup: Požežské, Sremské a Virovitické. Roku 1751 pak bylo ustanoveno, že slavonské župy mají vysílat 3 poslance přímo do uherského sněmu. Roku 1785 pak císař Josef II. zrušil župní členění, ale roku 1790 je zase obnovil.

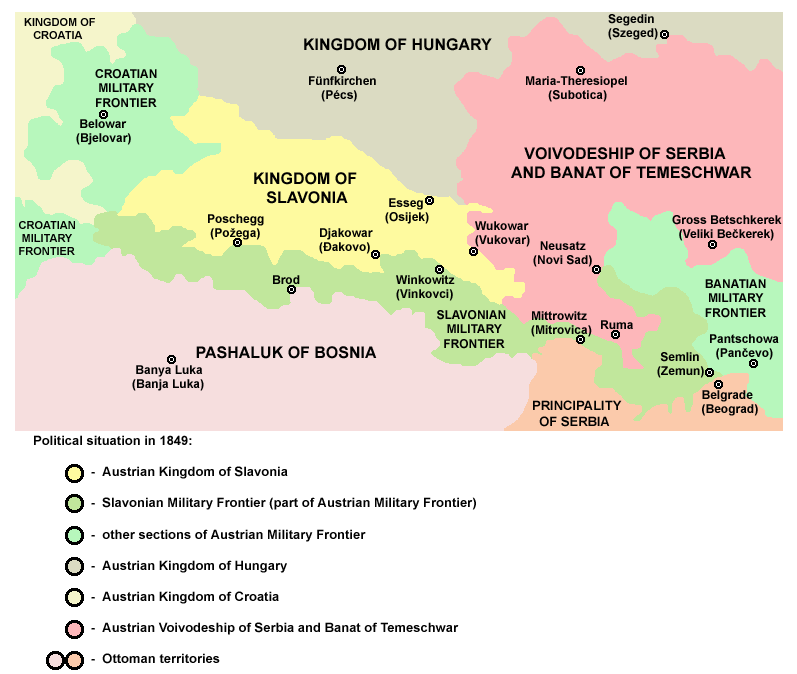
Slavonie roku 1849

Roku 1849 se Chorvatsko-Slavonské království odtrhlo od Uher a stalo se korunní zemí Rakouska se značnou autonomií. Slavonie zároveň ztratila část Sremu ve prospěch Srbské Vojvodiny a Temešského Banátu, ale roku 1860 se jí po zrušení této země tato část Sremu opět vrátila.
Po Rakousko-uherském vyrovnání roku 1867 se Chorvatsko-Slavonsko vrátilo do rámce Uher. Roku 1868 pak došlo k uhersko-chorvatskému vyrovnání (tzv. nagoda) a obnově autonomie Chorvatsko-slavonského království v rámci Rakousko-uherského Zalitavska, v němž pak setrvala až do roku 1918. Do roku 1881 byly zároveň zrušeny poslední zbytky Vojenské hranice.
Po pádu Rakousko-Uherska se 29. října 1918 stala Slavonie součástí Státu Srbů, Chorvatů a Slovinců, který se 1. prosince 1918 sloučil se Srbskem (a jím kontrolovanou Černou Horou) do Království Srbů, Chorvatů a Slovinců, v němž bylo Chorvatsko-Slavonsko sloučeno s Dalmácií do autonomní země Chorvatska. 3. října 1929 bylo Království SHS přejmenováno na Jugoslávii, autonomní země byly zrušeny a rozděleny mezi nově vzniklé bánoviny, pojmenované podle řek. Tyto celky již nerespektovaly historické hranice a neměly žádnou samosprávu. Slavonie byla rozdělena mezi Sávskou, Drinskou, Dunavskou a Bělehradskou bánovinu. Za 2. světové války byla součástí ustašovského Chorvatska, po válce byla většina jejího území v rámci Socialistické Jugoslávie začleněna do socialistického Chorvatska, východní část Sremu se stala součástí srbské autonomní oblasti Vojvodiny, s výjimkou malého území v okolí Bělehradu, které dnes tvoří 3 městské části Bělehradu.
Když v roce 1991 vypukla v Jugoslávii občanská válka a Chorvatsko vyhlásilo nezávislost, Srbové žijící v chorvatské části Slavonie vyhlásili republiku Srbská Krajina a bojovali proti Chorvatské armádě; dodnes je východní část země těžce poškozena a intenzivně se za pomoci EU a USA obnovuje.

## Největší města
1. Osijek 114 616
2. Slavonski Brod 64 612
3. Vinkovci 35 912
4. Vukovar 31 670
5. Đakovo 30 092
6. Požega 28 201
7. Virovitica 22 618
8. Našice 17 320
9. Županja 16 383
10. Nova Gradiška 15 833
11. Virovitica 14 688
12. Novska 13 518
13. Daruvar 11 633
14. Slatina 10 208